# Krasna (Nadwirna)
Krasna (ukrainisch Красна; russisch Красная Krasnaja, polnisch Krasna) ist ein Dorf im Zentrum der ukrainischen Oblast Iwano-Frankiwsk mit etwa 3387 Einwohnern (2022).
Das erstmals 1455 schriftlich erwähnte Dorf
ist die einzige Ortschaft der gleichnamigen Landratsgemeinde im Osten des Rajon Nadwirna.
Die Ortschaft mit einer Fläche von 28,187 km² liegt im Osten der historischen Landschaft Galizien am Ufer der Krasna (Красна, auch Krasnyk Красник), einem 17 km langen, linken Nebenfluss des Pruth, 14 km südöstlich vom Rajonzentrum Nadwirna und 50 km südlich vom Oblastzentrum Iwano-Frankiwsk.
Südlich der Ortschaft liegt an der Territorialstraße T–09–05 die Siedlung städtischen Typs Lantschyn.
Am 12. Juni 2020 wurde das Dorf ein Teil der neu gegründeten Stadtgemeinde Nadwirna im Rajon Nadwirna, bis dahin bildete es die Landratsgemeinde Krasna (Краснянська сільська рада/Krasnjanska silska rada) im Osten des Rajons.